# Rebelde (série de televisão)
Rebelde (estilizado como REBƎLDE) é uma série reboot de drama adolescente e musical, baseada na telenovela mexicana homônima (2004–2006), transmitida pelo Canal de Las Estrellas, que por sua vez foi um remake, baseada na versão argentina, Rebelde Way (2002–2003), desenvolvida por Cris Morena.
A primeira temporada foi lançada em 5 de janeiro de 2022, enquanto a segunda, foi lançada em 27 de julho do mesmo ano pelo serviço de streaming Netflix. A série conta com direção de Santiago Limón, Yibrán Asuad, Carlos Armella e Lucero S. Novaro e com roteiro de Natasha Ybarra-Klor, José Miguel Núñez, Pericles Sánchez, Ilse Apellaniz e Silvia Jiménez.
É protagonizada por Azul Guaita, Franco Masini, Sérgio Mayer Mori, Andréa Chaparro, Alejandro Puente, Lizeth Selene, Jeronimo Cantillo, Giovanna Grigio e Saak. A série ainda conta com as participações estrelares de Estefanía Villarreal, Leonardo de Lozanne, Karla Sofía Gascón, Karla Cossío e Dominika Paleta.
Em maio de 2023, a Netflix anunciou oficialmente o cancelamento da série, sendo encerrada após duas temporadas.

## Sinopse
Enquanto uma sociedade secreta que aparentemente desapareceu por 18 anos retorna para atrapalhar os sonhos e ambições musicais dos novos alunos, eles tentarão encontrar o melhor entre os melhores para formar suas próprias bandas.
Uma destas bandas inclui o egocêntrico Luka Colucci (Franco Masini), a famosa pop star Jana Cohen (Azul Guaita), o talentoso compositor Esteban (Sérgio Mayer Mori), a confiante baterista Andi (Lizeth Selene), o amigável rapper Dixon (Jeronimo Cantillo), e a alegre, mas ingênua, M.J. (Andrea Chaparro) – junto com as outras bandas, eles serão julgados por Sebastián Langarica (Alejandro Puente) e Emilia (Giovanna Grigio), dois dos mais ilustres alunos da escola.
Sebastián "Sebas" Langarica é filho de uma importante política do México. Por conta de sua origem abastada, estuda no Elite Way School, onde é um dos veteranos mais populares.
Sebas namora a cantora e a mais nova aluna da instituição Jana Cohen. Também é um dos melhores amigos de Emilia, com quem formará uma dupla para participar do concurso Batalha das Bandas promovido pelo colégio onde estuda. Também ambos possui uma relação proibida.

## Elenco
| Intérprete                 | Personagem                   | Temporadas   | Temporadas   |
| Intérprete                 | Personagem                   | 1 (2022)     | 2 (2022)     |
| Regular                    | Regular                      | Regular      | Regular      |
| -------------------------- | ---------------------------- | ------------ | ------------ |
| Azul Guaita                | Jana Cohen Gandía            | Principal    | Principal    |
| Franco Masini              | Luka Colucci                 | Principal    | Principal    |
| Sérgio Mayer Mori          | Estebán Torres               | Principal    | Principal    |
| Andrea Chaparro            | María José Sevilla (M.J)     | Principal    | Principal    |
| Jerónimo Cantillo          | Guillermo Álvarez (Dixon)    | Principal    | Principal    |
| Lizeth Selene              | Andrea Agosti (Andi)         | Principal    | Principal    |
| Alejandro Puente           | Sebastián Langarica (Sebas)  | Principal    | Principal    |
| Giovanna Grigio            | Emilia Alo                   | Principal    | Principal    |
| Estefanía Villarreal       | Celina Ferrer Mitre          | Principal    | Principal    |
| Karla Sofía Gascón         | Lourdes                      | Principal    | Principal    |
| Leonardo de Lozanne        | Marcelo Colucci              | Principal    | Principal    |
| Pamela Almanza             | Anita                        | Principal    |              |
| Flavio Medina              | Gus Bauman                   |              | Principal    |
| Saak                       | Óscar Cabarga (Okane)        |              | Principal    |
| Recorrente e participações |                              |              |              |
| Karla Cossío               | Pilar Gandía Rosález         | Recorrente   | Participação |
| Alaíde Solorzano           | Laura Sánchez Vega           | Recorrente   | Recorrente   |
| Fernando Sujo              | Alejandro                    | Recorrente   | Recorrente   |
| Alex Lago                  | Kuri                         | Recorrente   |              |
| Enrique Chi                | Salvador Torres              | Recorrente   | Participação |
| Mariané Cartas             | Ilse                         |              | Recorrente   |
| Dominika Paleta            | Marina de Langarica Funtanet | Participação | Participação |
| Yuriria del Valle          | Cassandra                    | Participação |              |
| Franco Rubio               | Armando                      | Participação |              |
| Carmen Madrid              | Agustina Sevilla             | Participação |              |
| Sandra Beltrán             | Sandra                       | Participação |              |
| Mariana Gajá               | Rocío Esquivel García        | Participação |              |
| Alfredo Huereca            | Francisco                    | Participação |              |
| Montserrat Marañón         | Professora de Biologia       | Participação |              |
| Ricardo Esquerra           | Professor de Música          | Participação |              |
| Natalia Juárez             | Natalia                      |              | Participação |
| Mauricio Espejo            | Luka Colucci (13 anos)       |              | Participação |

## Produção

### Desenvolvimento
Em 1 de março de 2021, foi relatado que a Netflix havia iniciado a produção de um remake da telenovela mexicana Rebelde. Uns dias depois, as gravações da série deram início na Cidade do México. Após quase oito meses de gravações, a rede de streaming anunciou que a série já estava renovada para uma 2ª temporada, que fora gravada juntamente com a 1ª.
Tratando de assuntos da atualidade, o diretor Santiago Limón contou em entrevista para revista GQ do México que na trama a diversidade sexual foi uma aspiração da equipe desde o início do projeto. Para fazer o roteiro, eles olharam para o passado para entender o que ainda chama atenção hoje e o que escandalizava antes e hoje não mais. “Tínhamos que levar isso em conta nas questões de inclusão, diversidade sexual, redes sociais. Tudo isso passou a fazer parte da trama e dos personagens”, pontuou.
No dia 9 de janeiro de 2022, a Netflix anunciou a renovação da 2ª temporada.

#### Controvérsia
Em maio de 2021, o ator Sérgio Mayer Mori pediu desculpas ao elenco e seguidores após suas polêmicas declarações nas quais admitia odiar a banda RBD, projeto do qual está envolvido.

### Marketing
Em 22 de setembro de 2021, a Netflix revelou a primeira foto oficial dos novos alunos e uniformes. Em 25 de setembro de 2021, a rede de streaming lançou o primeiro teaser da série durante o evento TUDUM mostrando o elenco cantando uma das canções honorárias da banda.

## Episódios

#### Resumo
| Temporada | Temporada | Episódios | Episódios | Originalmente exibido |                      |
| --------- | --------- | --------- | --------- | --------------------- | -------------------- |
|           | 1         | 8         | 8         | 5 de janeiro de 2022  | 5 de janeiro de 2022 |
|           | 2         | 8         | 8         | 27 de julho de 2022   | 27 de julho de 2022  |

### Temporada 1 (2022)
| N.º na série | N.º na temp. | Título                                            | Dirigido por   | Escrito por                                          | Lançamento           |
| --- | ------------ | ------------------------------------------------- | -------------- | ---------------------------------------------------- | -------------------- |
| 1 | 1            | "Bienvenidos todes" "Sejam todes bem-vindes" (BR) | Santiago Limón | Natasha Ybarra-Klor                                  | 5 de janeiro de 2022 |
| No primeiro dia de aula, rola um clima entre Jana e Esteban. Um incidente põe em risco os testes dos calouros para a Batalha das Bandas.                  |              |                                                   |                |                                                      |                      |
| 2 | 2            | "Audiciones" "Testes" (BR)                        | Santiago Limón | José Miguel Núñez                                    | 5 de janeiro de 2022 |
| Jana assume a culpa pelo incidente e pede a ajuda de Dixon para encontrar os verdadeiros responsáveis. Os calouros mostram seu talento durante os testes. |              |                                                   |                |                                                      |                      |
| 3 | 3            | "Va a caer" "Ele já era" (BR)                     | Santiago Limón | Natasha Ybarra-Klor                                  | 5 de janeiro de 2022 |
| Celina desconfia que a Associação está por trás do incidente e decide sair em busca da verdade. MJ quer formar uma banda — e ganhar a atenção de Esteban. |              |                                                   |                |                                                      |                      |
| 4 | 4            | "Simulacro" "Simulação de terremoto" (BR)         | Santiago Limón | Pericles Sánchez                                     | 5 de janeiro de 2022 |
| Luka cria confusão com a Sem Nome para cumprir um plano. Esteban fala com Dixon sobre seu passado. O clima esquenta entre Jana e Esteban.                 |              |                                                   |                |                                                      |                      |
| 5 | 5            | "La primera vez" "A primeira vez" (BR)            | Santiago Limón | José Miguel Núñez & Ilse Apellaniz                   | 5 de janeiro de 2022 |
| Em uma festa na casa de Jana, a banda bola um plano para Sebas confessar que faz parte da Associação. Andi e Emilia dividem um momento íntimo.            |              |                                                   |                |                                                      |                      |
| 6 | 6            | "Sálvame" "Sálvame" (BR)                          | Yibrán Asuad   | José Miguel Núñez, Pericles Sánchez & Ilse Apellaniz | 5 de janeiro de 2022 |
| Para a semifinal, as bandas criam videoclipes com as músicas mais icônicas da RBD. Luka revela informações a Esteban sobre sua mãe, mas com uma condição. |              |                                                   |                |                                                      |                      |
| 7 | 7            | "Hasta que amanezca" "Até o amanhecer" (BR)       | Yibrán Asuad   | Natasha Ybarra-Klor                                  | 5 de janeiro de 2022 |
| Anita é investigada, e uma série de mal-entendidos provoca briga entre os membros da banda. Esteban descobre uma verdade difícil sobre a própria vida.    |              |                                                   |                |                                                      |                      |
| 8 | 8            | "La gran final" "Grand Finale" (BR)               | Yibrán Asuad   | Natasha Ybarra-Klor                                  | 5 de janeiro de 2022 |
| Para chegar ao final da Batalha de Bandas, a Sem Nome corre contra o tempo para arranjar provas contra os integrantes da Seita.                           |              |                                                   |                |                                                      |                      |

### Temporada 2 (2022)
| N.º na série | N.º na temp. | Título                                                   | Dirigido por     | Escrito por                      | Lançamento          |
| --- | ------------ | -------------------------------------------------------- | ---------------- | -------------------------------- | ------------------- |
| 9 | 1            | "Back to school" "Volta às aulas" (BR)                   | Yibrán Asuad     | José Miguel Núñez Santiago Limón | 27 de julho de 2022 |
| O novo diretor do MEP cancela a Batalha das Bandas, mas anuncia uma nova competição com um prêmio incrível. Okane, que acabou de chegar, organiza um "after".        |              |                                                          |                  |                                  |                     |
| 10 | 2            | "Ser o parecer" "Ser ou parecer" (BR)                    | Carlos Armella   | Silvia Jiménez Ilse Apellaniz    | 27 de julho de 2022 |
| Gus planeja uma atividade noturna para fazer a turma enfrentar seus demônios. Emília faz uma coisa terrível para benefício próprio. Esteban fica intrigado com Ilse. |              |                                                          |                  |                                  |                     |
| 11 | 3            | "Let's duet!" "Vamos fazer um dueto!" (BR)               | Carlos Armella   | Pericles Sánchez                 | 27 de julho de 2022 |
| A rivalidade entre Jana e MJ pega fogo quando a turma é dividida em duplas. Gus envolve Okane em negócios suspeitos. A vida amorosa de Esteban fica agitada.         |              |                                                          |                  |                                  |                     |
| 12 | 4            | "Viral" "Viralizar" (BR)                                 | Carlos Armella   | Ilse Apellaniz                   | 27 de julho de 2022 |
| Dixon dá uma festa. A estratégia de Jana e Okane para arrasar nas redes sociais sai do controle. Andi procura uma forma de lidar com a dor.                          |              |                                                          |                  |                                  |                     |
| 13 | 5            | "El show debe continuar" "O show tem que continuar" (BR) | Lucero S. Novaro | Pericles Sánchez                 | 27 de julho de 2022 |
| Depois do incidente com Andi, Gus anuncia mudanças importantes. Todo mundo se concentra no ensaio de um musical baseado na história do RBD. Okane se abre com Luka.  |              |                                                          |                  |                                  |                     |
| 14 | 6            | "Vuelta al sol" "Mais uma volta em torno do Sol" (BR)    | Lucero S. Novaro | Ilse Apellaniz                   | 27 de julho de 2022 |
| Luka convence Esteban a dar sua festa de aniversário na mansão Colucci. Jana convida Dixon para a festa. Sebas e MJ brigam.                                          |              |                                                          |                  |                                  |                     |
| 15 | 7            | "Y.O.L.O." "Só se vive uma vez" (BR)                     | Yibrán Asuad     | Pericles Sánchez                 | 27 de julho de 2022 |
| Dixon quer se apresentar na final. MJ luta com seu lado religioso. Luka tenta chantagear Gus.                                                                        |              |                                                          |                  |                                  |                     |
| 16 | 8            | "Otro día que va" "Mais um dia" (BR)                     | Yibrán Asuad     | José Miguel Núñez                | 27 de julho de 2022 |
| Todo mundo percebe que as tragédias e desventuras que aconteceram durante o ano foram causadas por uma só pessoa. Está na hora de expor a verdade.                   |              |                                                          |                  |                                  |                     |

## Trilha sonora

### Temporada 1 (2022)
Rebelde la Serie (Official Soundtrack) é o álbum da trilha sonora da primeira temporada da série de streaming Rebelde, que foi lançada em 5 de janeiro de 2022 pela Sony Music.
A trilha sonora da série apresenta interpretações de canções da telenovela de 2004, como "Rebelde", "Solo Quédate en Silencio" e três versões de "Sálvame" do grupo RBD; "Baby One More Time" da cantora norte-americana Britney Spears; "¡Corre!" do duo mexicano Jesse & Joy e "Si Una Vez" da cantora mexicana Selena, além das inéditas "Pensando en Ti", "Volver a Mí" e "Este Sentimiento".
Singles
- O primeiro single do álbum, "Rebelde" – regravação da banda RBD – foi lançado em 20 de outubro de 2021, sendo interpretada pelo elenco principal da série.
- "Pensando en Ti" foi lançada como segundo single do projeto em 27 de novembro de 2021, sendo a primeira inédita e interpretada apenas por Andrea Chaparro e Jeronimo Cantillo.

Lista de faixas
| Lista de faixas de Rebelde la Serie (Official Soundtrack) |                                              |                                   |         |  |
| N.º                                                       | Título                                       | Intérprete                        | Duração |  |
| 1.                                                        | "Rebelde" (de RBD)                           | Elenco de Rebelde                 | 3:07    |  |
| 2.                                                        | "Pensando en Ti"                             | Andrea Chaparro Jeronimo Cantillo | 3:09    |  |
| 3.                                                        | "Me Rehúso" (de Danny Ocean)                 | Andrea Chaparro                   | 2:54    |  |
| 4.                                                        | "Baby One More Time" (de Britney Spears)     | Alejandro Puente Giovanna Grigio  | 3:28    |  |
| 5.                                                        | "Este Sentimiento"                           | Azul Guaita                       | 4:02    |  |
| 6.                                                        | "Lo Que No Fue No Será" (de Cristian Castro) | Franco Masini                     | 3:22    |  |
| 7.                                                        | "¡Corre!" (de Jesse & Joy)                   | Alejandro Puente Azul Guaita      | 4:30    |  |
| 8.                                                        | "Si Una Vez" (de Selena)                     | Andrea Chaparro Jeronimo Cantillo | 2:33    |  |
| 9.                                                        | "Sálvame" (de RBD)                           | Elenco de Rebelde                 | 3:18    |  |
| 10.                                                       | "Volver a Mí"                                | Sérgio Mayer Mori                 | 3:30    |  |
| 11.                                                       | "Love" (de Zoé)                              | Alaíde Solorzano Fernando Sujo    | 2:45    |  |
| 12.                                                       | "No Soy"                                     | Azul Guaita                       | 2:57    |  |
| 13.                                                       | "Solo Quédate en Silencio" (de RBD)          | Alejandro Puente Giovanna Grigio  | 3:22    |  |
| 14.                                                       | "Lo Siento" (de Beret e Sofía Reyes)         | Alejandro Puente Andrea Chaparro  | 3:39    |  |
| 15.                                                       | "Sálvame (Balada)" (de RBD)                  | Elenco de Rebelde                 | 3:37    |  |
| Duração total:                                            | Duração total:                               | Duração total:                    | 50:40   |  |

Outras canções
- "Sálvame (Balada Portuguesa)" – Giovanna Grigio, Alejandro Puente, Franco Masini, Azul Guaita e Andrea Chaparro
- "Physical" – Dua Lipa
- "Siempre Rebeldes" – Jeronimo Cantillo, Azul Guaita, Franco Masini

## Prêmios e indicações
| Ano  | Prêmio                       | Categoria          | Indicado(s)     | Resultado | Ref.          |
| ---- | ---------------------------- | ------------------ | --------------- | --------- | ------------- |
| 2022 | MTV Millennial Awards México | Killer Serie       | Rebelde         | Indicada  | [ 21 ]        |
| 2022 | MTV Millennial Awards Brasil | Maratonei por Você | Giovanna Grigio | Indicada  | [ 22 ] [ 23 ] |